# David Juncà
David Juncà Reñe (ur. 16 listopada 1993 w Riumors) – hiszpański piłkarz występujący na pozycji lewego obrońcy w Gimnàstic Tarragona. W swojej karierze grał również w Gironie FC, SD Eibarze, Celcie Vigo ,   Wiśle Kraków oraz Inter Club d’Escaldes.
Jako junior trenował głównie w katalońskich klubach, tj. UE Figueres, FC Barcelona i Girona FC, z krótką przerwą w latach 2008–2010, kiedy to grał w drużynach młodzieżowych RCD Mallorca.

## Sukcesy

### Wisła Kraków
- Puchar Polskiː 2023/2024